# Diplycosia lilianae
Diplycosia lilianae är en ljungväxtart som beskrevs av J. J. Smith. Diplycosia lilianae ingår i släktet Diplycosia och familjen ljungväxter. Inga underarter finns listade i Catalogue of Life.